# Pešpot iz Babnega Polja do Goričic
Pešpot iz Babnega Polja do Goričic je zasnovalo Športno društvo Planjava na pobudo domačinke in raziskovalke publicistične dejavnosti izseljenca Franka Trohe Rihtarjevega Alenke Veber.

## Prva slovenska pešpot posvečena izseljencu
Raziskovalci v zvezi z množičnim izseljevanjem v Ameriko največkrat omenjajo belokranjsko, dolenjsko in prekmursko izseljevanje, sledijo jim splošne, glede na pokrajinski izvor Slovencev v Novem svetu nedefinirane omembe, dokaj dobro so preučeni še beneškoslovenski izseljenci, najmanj pa notranjski, primorski, ljubljanski z okolico, porabski ter gorenjski. 
Zgodovinski in etnološki viri o izseljencih iz Babnega Polja na Notranjskem so dokaj skromni ali pomanjkljivi. Med babnopoljskimi izseljenci je nedvomno najbolj znan Frank Troha Rihtarjev, ki je v Severni Ameriki v različnem slovenskem časopisju objavljal zgodbe in spomine. Med njimi nam številne pomagajo razumeti družbeno-duhovne značilnosti vsakdanjega življenja Notranjcev in izseljencev iz Notranjske. V njem nam Troha odgrinja splošne razmere v Babnem Polju in širši Notranjski v prvi polovici 20. stoletja. V zgodbah in spominih Troha poudarja tiste dogodke, ki so spremljali njegovo življenje in življenje Babnopoljcev ter Notranjcev tako v domovini kot v Severni Ameriki. Po enem izmed Trohovih spominskih zapisov je urejena prva slovenska pešpot posvečena izseljencu, ki nam približa problematiko izseljenstva v valu množičnega izseljevanja v letih 1890-1924 v Severno Ameriko, hkrati pa nas seznani s krajevno zgodovino enega izmed krajev v Sloveniji iz katerega je v Severno Ameriko odšlo več kot 100 izseljencev.

## Frank Troha Rihtarjev
Naselje Babno Polje (756 m), znano kot najhladnejši naseljeni kraj v Sloveniji, leži ob cesti Lož-Prezid-Čabar. Zaradi nizkih temperatur kraj slovi kot t. i. slovenska Sibirija.
Nizke temperature in s tem slabi življenjski ter delovni pogoji v tej vasi ob jugovzhodnem koncu Notranjskega podolja so bili eden izmed glavnih vzrokov, da so si tamkajšnji prebivalci delo iskali drugod. Sprva v Slavonskih gozdovih v sosednji Hrvaški, ob prelomu 19. v 20. stoletje pa so začeli množično odhajati v Združene države Amerike. Med slednjimi je nedvomno najbolj znan Frank Troha Rihtarjev, rojen v Babnem Polju, 15. maja 1894, očetu Frančišku (1871–1942) in materi Mariji (1868–1955), rojeni na Goričicah.
Po njem je tamkajšnje Športno društvo Planjava na pobudo domačinke in raziskovalke publicistične dejavnosti izseljenca Franka Trohe Rihtarjevega Alenke Veber zasnovalo novo pešpot Iz Babnega Polja do Goričic – Po poteh izseljenca Franka Trohe – Rihtarjevega.

### Odhod mladega Franka v Ameriko
Leta 1913 je 19-letni Frank sprejel težko odločitev in se tudi sam v skupini petih Babnopoljcev odpravil v Ameriko.
Drugega oktobra je zapustil domači kraj in se 4. oktobra v ladijskem pristanišču v Trstu vkrcal na parnik Martha Washington ter po sedemnajstih dneh plovbe priplul na Ellis Island, od koder se je napotil v državo Ohio, v mestece Barberton, kjer je že bil njegov stric Jožef. Ker tu ni dobil dela, se je čez dober mesec odzval vabilu rojakov iz Pennsylvanije in se jim pridružil kot rudar na Imperialu.
Razpet od premogarja v Pennsylvaniji, do gozdarja v južnih državah Severne Amerike Georgije in Alabame in do delavca v tovarni v Ohiu in kulturnega delavca, ki je bil vseskozi tesno povezan s slovensko skupnostjo v Ameriki, se je mladi Troha leta 1921 poročil z Babnopoljko Jennie (Ivanko) in si v Barbertonu ustvaril družino.

### Obisk v domovini in začetki Trohove publicistične dejavnosti
Leta 1928 je Troha prvič obiskal staro domovino. Na pot se je najprej odpravila soproga Jennie z otrokoma Frankom ml. in Agnes. Frank se je družini pridružil kasneje ter se še istega leta skupaj z njimi vrnil v Barberton. 
Obisk domovine in vrnitev v Ameriko sodita gotovo med močne spodbude za Trohovo pisateljsko delo. Že kmalu po vrnitvi je v 261. in 262. številki novembrske izdaje Glasa naroda izšlo daljše pripovedno delo Iz obmejne Notranjske.  
»Tako opiše geografske posebnosti domačih krajev, njihovo odmaknjenost, obmejnost s Hrvaško, obsežnost gozdov in tudi vznemirljivost zgodovine. V ospredju je med drugim Trohov izostreni občutek za ekonomsko stanje ljudi v tem okolju, ki je bilo tedaj še posebej slabo razvito, brez industrije in železnice, s slabimi cestami, kjer je prevozništvo lesa, ki je bilo eno od pomembnih možnosti zaslužka, odvisno od delovnih okoliščin, kmetovanje pa negotovo, ker ga otežuje hud mraz. 
Zapis o razgledu po domačem kraju je celovita predstavitev, ki od opisov kraja in okolice prehaja h komentarjem, razmislekom in ocenam. V to, lahko bi rekli reportažno vrsto zapisa se tudi v kasnejših besedilih vključujejo različne teme o življenju tako v ameriškem kot v domačem okolju: od problemov izseljenstva do političnih vprašanj, predvsem pa področij delavske socialne problematike, povezane z ekonomskimi in etičnimi vprašanji.« (Helga Glušič)
Rojstno hišo v Babnem Polju je Troha ponovno obiskal po upokojitvi leta 1965 in se srečal z edinima še živečima sestrama Marijo in Frančiško. Frank Troha Rihtarjev je umrl 26. avgusta 1980 v Barbertonu, Ohio, ZDA.

## Iz Babnega Polja do Goričic
Ob prvem obisku domovine je Frank s soprogo Jennie ponovno prehodil pot iz Babnega Polja do Goričic – velikokrat prehojeno v otroštvu in mladosti –, kar je opisal v zgodbi Spomin na Veliko noč in domače kraje v domovini, ki je izšla v 30. št. Glasa naroda leta 1957.
»Njegova pozornost je usmerjena v materino hišo v majhni vasi Goričice ob Cerkniškem jezeru. Poseben čar mu je pomenila starinska hiša z debelimi zidovi, oreh in sadovnjak, presihajoče jezero in hribi okoli Snežnika. V spominski zgodbi so središče dogajanja orehi v materini domači hiši in priprave na peko praznične potice. Živo in natančno opisuje triurno pešpot do Goričic, kjer je v družbi sorodnikov trl orehe in še košaro so mu napolnili z dobrotami.« (Helga Glušič) 
Vsebina in zasnova poti Iz Babnega Polja do Goričic – Po poteh izseljenca Franka Trohe – Rihtarjevega vodi skozi kraje in po poteh, ki jih Frank omenja ter po katerih so hodili tudi  njegovi predniki: Babno Polje – Babna Polica – Vrh – Podgora – Iga vas – Pudob – Nadlesk – Podcerkev – Klance – Goričice.

## Kulturna in naravna dediščina ob poti
Pohodnike vodi pot mimo številnih arheoloških območij, gradišč, ene župnijske in sedmih podružničnih cerkva. Zajema kar devet naselij Občine Loška dolina in eno Občine Cerknica. Na razgibani, a nezahtevni 18 km dolgi poti, tako skoraj na vsaka dva kilometra preidemo v novo vas z novo podružnično cerkvijo in zanimivo krajevno zgodovino.
Pot se prične v jugovzhodnem delu kraja Babno Polje, pred rojstno hišo Franka Trohe Rihtarjevega, ki stoji v neposredni bližini župnijske cerkve sv. Nikolaja ter se usmeri proti zahodnemu delu naselja. Po nekaj desetih metrih, na naši levi bomo ugledali župnišče – nadstropno zidano hišo z letnico 1830, tik pred seboj pa podružnično šolo Babno Polje, zavijemo desno na kolovozno pot, katero domačini imenujejo Srednji pot. Najprej se pot vije po ravni babnopoljski planoti mimo arheološkega območja Grajske njive, nakar se začne rahlo vzpenjati proti Babni Polici.

### Babna Polica – najbolj urejena vas v Loški dolini
Že nekajkrat zapovrstjo si je simpatična vasica na severnem robu kraške kotanje med Krožljekom (896 m) na jugu in Tolstim vrhom (906 m) na vzhodu, z enako nadmorsko višino kot Babno Polje, pridobila naziv najbolj urejene vasi v Občini. Le nekaj več kot 10 domačinov vdano skrbi za izgled Babne Police ter prijazno bedi nad obiskovalci. Slehernemu rade volje odprejo vrata podružnične cerkve sv. Antona Puščavnika, ki stoji severozahodno od vasi. V cerkvi, ki predstavlja tudi dominanto kraja, si lahko pohodniki ogledajo baročni oltar iz leta 1716.

### Vrh – vas z ostanki prazgodovinske naselbine
Samo slaba dva kilometra bodo pohodniki živeli z mislijo, da se pred njimi nikoli več ne bo odprl svet, ko bodo pred seboj kot na dlani ponovno uzrli razgled, ki ga je pozorno oko na poti že ugledalo. Loška dolina se razprostre v svoji značilni podobi, vas pri vasi, cerkev za cerkvijo. Gručasto naselje Vrh (645 m) leži na visoki terasi nad južnim robom Loškega polja, ob cesti, ki se iz Podgore pri Ložu vzpenja proti Babni Polici. Jugovzhodno od kraja stoji na samem cerkev sv. Tomaža, na vrhu Kuclju (678 m) zahodno od vasi pa so arheologi našli keramiko in zidovje iz mlajše železne dobe. Pot nas bo peljala mimo sušilnice za sadje, ki so jo začeli obnavljati pred kratkim. Od tod bo šla nekaj časa samo še navzdol. Pri zadnji desni hiši na Vrhu lahko opazimo nekdanjo staro cesto, ki nas bo privedla v Podgoro pri Ložu (590 m).

### Podgora – vrata v Loško dolino
Če bi hodili v obrnjeni smeri, bi nemara imeli nekaj več težav, tako pa bo pot do Podcerkve lahkotno obarvana, le nekaj kilometrov asfalta (pa ne v enem kosu) zna komu zvabiti slabo voljo. A če se bo ozrl  čez ramo, ga bo ta hitro zapustila, saj nas bo na poti vseskozi spremljal notranjski velikan Snežnik (1796 m). Le nekaj deset metrov za kapelico sv. Družine v Podgori se pot usmeri na vaški kolovoz ter pri vaškem križu zavije ostro desno proti Pudobu.

### Pudob, nekoč mu je grozila ponikalnicaVeliki Obrh
Starejši domačini se gotovo spominjajo velikih poplav in slabih časov, ki so jih s seboj prinesle visoke vode v Pudob. A obcestna vas s strogo oblikovano ulično linijo, katere središče tvorita lipa in cerkev sv. Jakoba vsem slabim časom kljubuje že stoletja dolgo. Pudob (578 m) leži sredi Loškega polja, ob cesti Stari trg pri Ložu – Babno polje. Iz vasi se odcepita cesti v Kozarišče, po kateri smo prišli, in Nadlesk, ki je naš naslednji cilj.

### Nadleskscerkvijo sv. Jedrti
Čeprav cerkev stoji sredi vasi, na rahli vzpetini, le ni vidna daleč naokoli. Zato jo lahko marsikdo prezre. Majhna, podeželska cerkev sv. Jedrti z odprto lopo in zvončnico nad vhodom, z likovno izjemnim stropom iz leta 1723 in signiranimi freskami Tomaža iz Senja (1511) po mnenju umetnostnega zgodovinarja dr. Ivana Sedeja sodi med sto najlepših cerkva na Slovenskem. Iz osrednjega dela Loške doline se bomo priključi Evropski E6 poti, a le za korak ali dva in se po kolovozu oddaljili od asfaltirane ceste, ki bi nas iz Nadleska (585 m) pripeljala v Podcerkev (580 m).

### Podcerkev – cerkev sv. Martina baročni spomenik Notranjske
Po nekaj sto metrih klanca bomo prispeli do podružnične cerkve sv. Martina v Podcerkvi, ki stoji južno ob cesti na zahodnem robu vasi. Vas se prvič omenja leta 1468 kot Podzirkg in vse hiše v vasi so res pod cerkvijo. Od tu bomo naš korak usmerili na gozdno cesto, ki nas po slabih treh kilometrih že pripelje do zadnje vasi na poti, ki še spada v Občino Loška dolina.

### Klance – na prevalu medStražiščem(814 m) inDevinom(787 m)
Do leta 1986 so bile Klance del Dan, danes pa so samostojno naselje, čeprav samo z nekaj več kot 10 prebivalci. A kraju dajejo dušo ljudje, pa četudi jih je zelo malo. In hvala Bogu, Klance imajo še vedno dušo. Pa tudi s cerkvico se lahko pohvalijo. Sv. Pankracij je nje zavetnik. Verjetno so bile nekdaj tu velike domačije. Na nekaterih izmed njih lahko opazimo zanimive detajle kmečke arhitekture.

### Goričice – nad zatokom v vzhodnem delu Cerkniškega polja
Prijetna, okoli 3 km dolga pot nas bo vodila skozi gozd do Goričic pri Cerkniškem jezeru. Majhno gručasto naselje ob cesti Lipsenj–Gorenje Jezero skriva dragocene skrivnosti Notranjske. Nekdaj majhna vasica je vse do današnjih dni ohranila svojo prvobitnost. O njej govorita vsaj dve domačiji. Na poti skozi vas se bomo ustavili pri Češnjevcu, kjer nas bo pozdravila s slamo krita hiša. Tu se pripoved Franka Trohe Rihtarjevega, ki se je dogajala konec 19. in v začetku 20. stoletja, večinoma med revnimi kmeti, gozdarji in lovci, sklene. Vredno ji je slediti, saj predstavlja zanimivo pričevanje o življenju in delu ljudi v tem notranjskem svetu pod Snežnikom. 

## Želite izvedeti več
Izhodišče in cilj poti: Rojstna hiša Franka Trohe (Rihtarjeva domačija Babno Polje 67) – Goričice (osrednji vaški prostor), enosmerna pot, 18 km.
Oznaka poti: Pot vodi po obstoječih kolovozih, gozdnih cestah in okoli 5 km po asfaltirani cesti. V času organiziranega pohoda je pot označena z označevalnim trakom in smernimi tablicami.
Organiziran pohod: Tretjo soboto v mesecu maju. Pohod pripravljajo člani Športnega društva Planjava Babno Polje.
Zemljevidi: Atlas Slovenije. 2005. Ljubljana: Mladinska knjiga, 179/B3, A3; 178/C2, C1, B1.
Državna topografska karta Republike Slovenije 1 : 25.000. 169, Babno polje. Ljubljana: Republika Slovenija : Ministrstvo za okolje in prostor : Geodetska uprava Republike Slovenije, 1995. 
Državna topografska karta Republike Slovenije 1:25.000. 168, Lož. Ljubljana: Ministrstvo za obrambo : Ministrstvo za okolje in prostor : Geodetska uprava Republike Slovenije, 1996.
V letu 2010 je bil drugi spominski pohod Po poteh izseljenca Franka Trohe Rihtarjevega v soboto, 15. maja 2010. Tretji spominski pohod bo 21. maja 2011.